# Mustapha Boutadjine
 (mars 2016).
Si vous disposez d'ouvrages ou d'articles de référence ou si vous connaissez des sites web de qualité traitant du thème abordé ici, merci de compléter l'article en donnant les références utiles à sa vérifiabilité et en les liant à la section « Notes et références ».
Pour le footballeur franco-algérien, voir Karim Boutadjine.
Mustapha Boutadjine est un peintre, affichiste, et designer algérien, né à Alger le 16 mai 1952.

## Biographie
Né dans le quartier de La Glacière, dans la banlieue d'algéroise, Mustapha Boutadjine est élève à l'École supérieure des beaux-arts d'Alger en 1974, dans la section architecture d'intérieur, puis vient à Paris pour se perfectionner en design de produits à l'École nationale supérieure des arts décoratifs en 1978. Il fait également un DEA  à l'Université de Paris I Panthéon-Sorbonne en esthétique et sciences de l'art avec Bernard Teyssèdre.
Il retourne en Algérie en 1979, souhaitant apporter ses connaissances au service de son pays. Il est maître-assistant, crée le département design à l'École des beaux-arts d'Alger (1979-1988), et dispense des cours en qualité de professeur associé à l'École polytechnique d'architecture et d'urbanisme d'Alger. C'est l'époque ou il fait des affiches pour les Black Panthers, et les mouvements de libération basque, le FLNC et l'Amérique latine.
Les pressions exercées pendant les années 1980 sur les intellectuels et la société algérienne par les intégristes islamistes amènent Mustapha Boutadjine à quitter son pays. Il vit et travaille alors à Bagneux, en banlieue parisienne.
Artiste engagé, il soutient la cause de Mumia Abu-Jamal. « Je ne travaille que sur les gens qui sont à la marge […] les Noirs, les femmes, les Gitans, les homosexuels, les révolutionnaires, les poètes. Je tente de faire connaître les opprimés, les insoumis, les révoltés, tous ceux qu'on stigmatise ».
Son épouse meurt en 2013.

## Œuvres dans les collections publiques

### En Algérie
- Alger : collections de l'École supérieure des beaux-arts d'Alger[réf. nécessaire] ;

### À Cuba
- La Havane : Fidel Castro, portrait collage offert au Congrés des Travailleurs à La Havane[réf. nécessaire] ;

### En France
- Bagneux : 
  - Nelson Mandela, collage[réf. nécessaire] ;
  - Stèle à la mémoire des Algériens assassinés le 17 octobre 1961 à Paris[3] ;
- Bobigny, mairie : Mumia Abu-Jamal, collage[4] ;
- Paris, palais du Luxembourg : Louis Aragon[réf. nécessaire] ;

## Design
- 1978 : aménagement de voiture du train Corail, sous la direction de Roger Tallon ;
- 1981 : logo Naftal. Concept et déclinaison sur les stations services, camions, et autres du fournisseur de produits pétroliers ;
- 1984 : conception du logo de Charbonnages de France avec Rudy Meyer ;
- 1998 : police de caractère pour Thomson Multimédia, calligraphie arabe pour écran vidéo ;
- Métro d'Alger ;
- Kiosque à journaux de Paris ;

## Affiches
- 1988 : affiche pour inauguration du musée consacré à la révolution algérienne 1954 à Ighil Imoula en Kabylie[réf. nécessaire] ;

## Illustrations
Couvertures de livres quotidiens et magazines dont :
- Vivre à Bagneux[réf. nécessaire] ;
- L'Humanité[réf. nécessaire] ;
- Frantz Fanon, Pour la révolution africaine, écrits politiques ;
- Frantz Fanon, Les damnés de la terre, préface de Jean-Paul Sartre, postface de Mohamed Harbi.

## Scénographie pour le théâtre
- Babor Ghraq, de Slimane Benaïssa, Alger ;
- Les Généreux, d'Alloula, adaptation de Saïd Ould Khelifa, Le Blanc-Mesnil, France ;
- Docteur Knock[Où ?].

## Expositions
- du 25 au 27 novembre 2005 : America basta, parc des expositions du pays de Lorient à Lanester ;
- du 26 janvier au 18 février 2006 : Blacks et partisans, Bibliothèque nationale d'Algérie, El Hamma, Alger ;
- 2008-2010 : Sous les pavés le gitan ;
- 2012 : Les femmes d'Alger ;
- du 5 au 26 septembre 2015 : galerie Corinne Bonnet à Paris, Collage Résistant(s) ;
- exposition permanente à la galerie Artbribus, Paris 13e.

## Affiches primées
- 1973 : Alger, premier prix national de l'affiche pour Journées cinématographiques algériennes à Chaillot, Paris ;
- 1982 : Alger, premier prix national de l'affiche pour 20e anniversaire de l'indépendance ;
- 1984 : Alger, prix national de l'affiche du ministère de la Protection social pour Planning familial ;
- 1985 : Alger, premier national de l'affiche pour Satellite et communication ;
- 1986 : Paris, Radio France internationale, premier international de l'affiche pour Afrique musique.

### Sources
- Archives[Lesquelles ?] de la ville de Bagneux
- Site de la galerie Artbribus
- Biographie de Mustapha Boutadjine, sur Africulture.com

### Filmographie
- Octobre, dix ans déjà, 1998, réalisation de Martine Baraud et Mansour Abrous.
- L'Usine, 2005, réalisation Samia Chala et Sid-Ahmed Semiane.
- Bouts de vies, bouts de rêves…, 2006, réalisation Hamid Benamra.